# Old Man's Child
Old Man's Child es una banda noruega de black metal melódico formada en Oslo en 1993.

## Historia
La banda fue fundada en 1993, pero sus orígenes se remontan hacia 1989; cuando Galder Aldrahn Jardar eran miembros de la banda de death metal/thrash metal Requiem. Después la banda Requiem cambia su nombre y es ahí cuando se forma Old Man's Child. Desde 1993 la banda ha cambiado en todos sus integrantes excepto Galder (antes llamado Grusom) quien ha permanecido desde que la banda se fundó.
En 1996, la banda firmó un contrato con Century Media, quien distribuiría sus discos por todo el mundo, atrayendo la atención de nuevos fanes.
En el año 2001, Galder ingreso a Dimmu Borgir, banda en la cual aun permanece, pero sin dejar de lado a Old Man's Child.
El nombre de la banda; "Old Man's Child" hace referencia a "El Hijo Del Diablo".
El 9 de julio de 2008, Old Man's Child anunció que comenzarían a grabar su séptimo disco de estudio el 8 de septiembre de 2008.
Esto es lo que dijo Galder en la página de Old Man's Child:
Entre 2000 y 2005, Galder lanzó tres álbumes: Revelation 666 - The Curse of Damnation (2000), In Defiance of Existence (2003) y Vermin (2005). En julio de 2008, Old Man's Child anunció que entrarían al estudio para grabar su séptimo álbum de estudio Slaves of the World. Fue lanzado en 2009.
En una entrevista a principios de 2011, Galder declaró que estaba firmemente centrado en la gira actual de Dimmu Borgir.[4] Sin embargo, dijo que después de la gira mundial comenzaría a escribir música para Old Man's Child con la posibilidad de lanzar un álbum en 2012. Esto no sucedió y la banda entró en un período prolongado de silencio durante el cual Galder pareció mantener su enfoque en Dimmu Borgir.
Sin embargo, en diciembre de 2019, el grupo se reactivó con Galder publicando un video en la página de Facebook de la banda que lo mostraba trabajando en el nuevo material de Old Man's Child, el primer trabajo de este tipo en más de una década.

## Integrantes
- Galder - voz, guitarras, bajo y teclados (1993-) (ver también Dimmu Borgir)

### Miembros pasados y de sesión
- Reno Kiilerich - batería (2005) (también en Panzerchrist, en vivo para Dimmu Borgir y Hate Eternal)
- Jardar (Jon Øyvind Andersen) - voz y guitarra (1993-1997, 2000-2003) (véase también Insidious Disease)
- Nicholas Barker - batería (2003) (ver también Dimmu Borgir, Cradle of Filth, Lock Up, Benediction, Brujería, Testament)
- Tjodalv (Kenneth Åkesson) - batería (1993-2000) (ver también Dimmu Borgir, Susperia)
- Grimar (Jan Roger Halvorsen) - batería (2000)
- Memnoch (Håkon Didriksen) - bajo (2000) (ver también Susperia)
- Tony Kirkemo - batería (1997) (véase también Chrome Division)
- Gonde (Frode Forsmo) - bajo (1995 - 1997)
- Brynjard Tristan - bajo (1994) (ver también Dimmu Borgir)
- Gene Hoglan - batería (1998) (ver también Fear Factory, Death, Testament, Dethklok, Dark Angel, Strapping Young Lad)
- Stian Aarstad teclado (ex Dimmu Borgir, Enthral)
- Peter Wildoer - batería (2008 - 2010) (ver también Darkane)

## Discografía
- In the Shades of Life (demo) (1994)
- Born of the Flickering (1995)
- The Pagan Prosperity (1997)
- Ill-Natured Spiritual Invasion (1998)
- Sons of Satan Gather for Attack (split EP con Dimmu Borgir véase también "Devil's Path / In the Shades of Life") (1999)
- Revelation 666 - The Curse of Damnation (2000)
- In Defiance of Existence (2003)
- The Historical Plague (Boxed Set) (2003)
- Vermin (2005)
- Slaves of the World (2009)